# Cambria (1868)
Pour les articles homonymes, voir Cambria.
Le yacht Cambria a été le premier challenger britannique pour la Coupe de l'America (America's Cup) du New York Yacht Club en 1870.

## Construction
La goélette Cambria a été conçu et construit en 1868 par  Michael Ratsey de Cowes pour Lord James Lloyd Ashbury (en), yachtman britannique.

## Carrière

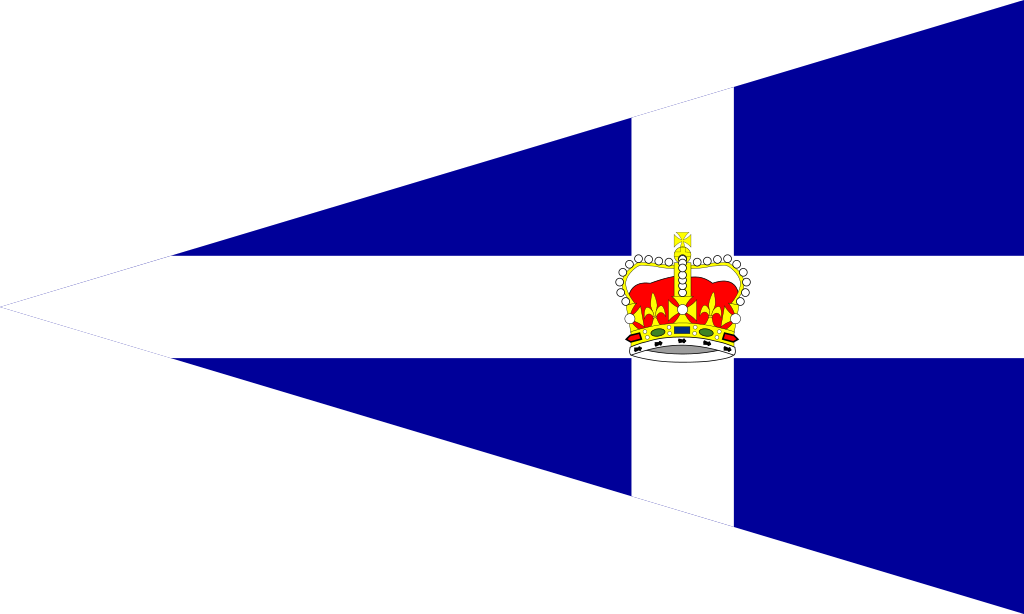
Guidon du RTYC

Cambria a d'abord connu une saison de course très réussie en 1869, remportant la Course du Tour de l'île de Wight (Round the isle of Wight Race). Lord Ashbury a été encouragé par le succès de Cambria dans cette course, en particulier parce que le champion américain la goélette Sappho avait terminé dernière. En Octobre 1868 Lord Ashbury a répondu à l'offre du New York Yacht Club pour être le premier challenger britannique de la Coupe de l'America. Il a ensuite échangé des lettres avec Gordon Bennett, sportif et propriétaire du journal New York Herald, le défiant à une course transatlantique, avant la compétition pour la coupe du Royal Thames Yacht Club.
En Juillet 1870, Lord Ashbury traverse l'océan Atlantique de l'Irlande à New-York en défi contre le yacht de Gordon Bennett, Le Dauntless. Cambria a remporté la course en croisant le premier le Bateau-phare de Sandy Hook en 23 jours 5 heures et 17 minutes, ayant 1 heure 43 minutes d'avance sur le Dauntless.
La course pour la Coupe de l'America a eu lieu le 8 août, Cambria ayant face à lui 14 yachts du New York Yacht Club. La course a été remportée par le Magic du propriétaire Franklin Osgood, Cambria terminant huitième.